# Такео Вакабајаши
Такео Вакабајаши (јап. 若林 竹雄; 29. август 1907 — 7. август 1937) био је јапански фудбалер.

## Каријера
Током каријере је играо за Kobe Icchu Club.

## Репрезентација
За репрезентацију Јапана дебитовао је 1930. године. За тај тим је одиграо 2 утакмице и постигао 4 гола.

## Статистика
| Јапан  | Јапан   | Јапан  |
| Година | Наступи | Голови |
| ------ | ------- | ------ |
| 1930.  | 2       | 4      |
| Укупно | 2       | 4      |